# Dayang Suri
Dayang Suri is een bestuurslaag in het regentschap Siak van de provincie Riau, Indonesië. Dayang Suri telt 811 inwoners (volkstelling 2010).